# Lửng hôi đảo Palawan
Lửng hôi đảo Palawan (danh pháp khoa học: Mydaus marchei) là một loài động vật có vú trong họ Chồn hôi, bộ Ăn thịt. Loài này được Huet mô tả năm 1887.
Loài này phân bố ở phía tây Philippines. Loài này tiết ra hóa chất độc mạnh phun ra từ tuyến hậu môn khi bị kẻ thù săn đuổi.
Chúng hoạt động về đêm và ăn chủ yếu là động vật không xương sống, như cua nước ngọt và các loài côn trùng nhỏ, mà chúng đào ra khỏi mặt đất bằng móng vuốt dài. Chúng có khả năng đào bới tốt, và có thể trải qua trong ngày tại các điểm đào bới. Họ có thể đi được quãng đường 2 km để tìm thức ăn, và chúng đánh dấu lãnh thổ bằng mùi hương.Vùng phân ở các đảo Palawan và Busuanga ở Philippines. Kích cỡ 2.5 kg. Ăn giun và những côn trùng khác trong đất.